# San Clemente (Cuenca)
San Clemente ist eine Kleinstadt und eine Gemeinde (municipio) mit 6.812 Einwohnern (Stand: 2024) im Süden der Provinz Cuenca in der Autonomen Gemeinschaft Kastilien-La Mancha in Spanien. San Clemente verfügt über ein sehr umfangreiches historisches Erbe, weshalb die Altstadt im Jahr 1980 als Conjunto histórico-artístico eingestuft wurde.

## Lage und Klima
San Clemente liegt in ebenem Gelände am Ufer des oft ausgetrockneten Flüsschens Rus ca. 110 südwestlich der Provinzhauptstadt Cuenca in einer Höhe von ca. 720 m. Nächstgelegene Großstadt ist Albacete (ca. 80 km südöstlich). Das Klima ist gemäßigt bis mild; Regen (ca. 450 mm/Jahr) fällt überwiegend in den Wintermonaten.

## Bevölkerungsentwicklung
| Jahr      | 1857 | 1900 | 1950 | 2000 | 2021 |
| Einwohner | 4029 | 4579 | 6852 | 6368 | 6953 |

Die Mechanisierung der Landwirtschaft und die Aufgabe bäuerlicher Kleinbetriebe („Höfesterben“) haben seit der zweiten Hälfte des 20. Jahrhunderts zur Arbeitslosigkeit und Abwanderung der meisten Einwohner in die Städte geführt („Landflucht“).

## Wirtschaft
In früheren Zeiten lebten die Einwohner von der Landwirtschaft (Ackerbau und Viehzucht) im Umland. In der Kleinstadt siedelten sich Händler, Handwerker und sonstige Gewerbetreibende an. Die allgemeine Situation verbesserte sich erst mit dem Bau von Straßen. Seit den 1970er Jahren ist der innerspanische Tourismus als Einnahmequelle hinzugekommen.

## Geschichte

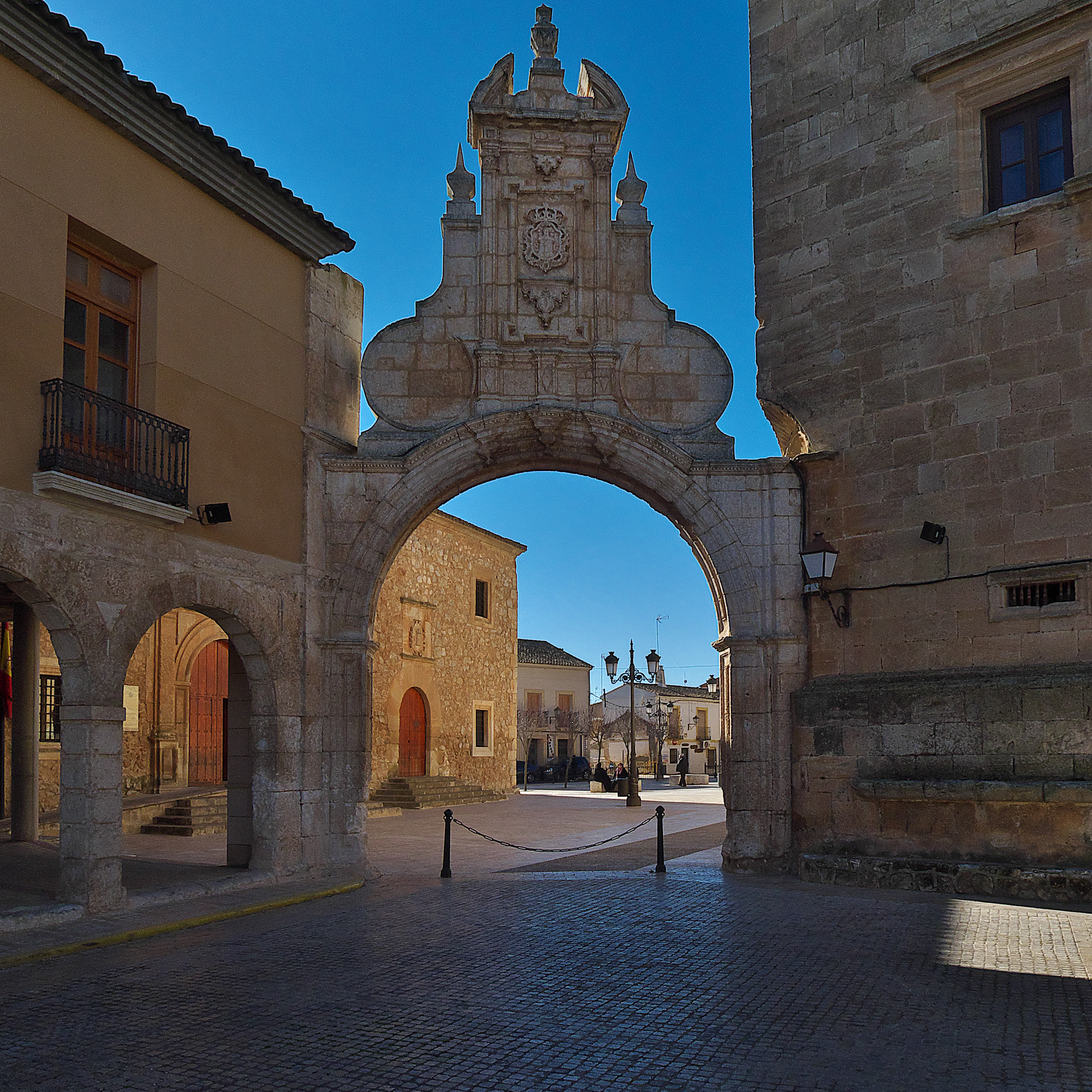
„Römischer Bogen“ und Altstadt; dahinter links das städtische Lagergebäude (pósito)

Auf dem Gemeindegebiet wurden bronzezeitliche Kleinfunde gemacht. In römischer Zeit lag der Ort an der Verbindungsstraße zwischen Carthago Nova (heute Cartagena) und Segobriga; im Lauf der Zeit entstanden mehrere römische Landgüter (villae rusticae) in der Umgebung. Westgotische Spuren wurden bislang nicht gemacht. Im frühen 8. Jahrhundert eroberten die Mauren das Gebiet; die Rückeroberung (reconquista) der Region fand erst knapp 30 Jahre nach der für die Christen siegreichen Schlacht bei Las Navas de Tolosa (1212) im Jahr 1241 statt; der damals regierende König war Ferdinand III. von Kastilien, der das rückeroberte Gebiet in die Obhut des Santiagoordens gab. Seit dem 14. Jahrhundert gehörte die Stadt und ihr Umland zu Markgrafschaft von Villena, doch fiel sie im Jahr 1476 an die Katholischen Könige.

## Sehenswürdigkeiten
- Das auffälligste Gebäude der Stadt ist das im 16. und frühen 17. Jahrhundert in italienischem Stil erbaute ehemalige Rathaus (ayuntamiento) mit einer siebenteiligen offenen Arkadenreihe im Erdgeschoss und einer annähernd gleich gestalteten Reihe im Obergeschoss. Darüber befindet sich ein steinernes Königswappen. Das Obergeschoss dient als kleines städtisches Museum moderner Kunst.[5]
- Die nur durch Portale auf der Nord- und Südseite erreichbare Iglesia de Santiago Apóstol ist dem Apostel Jakobus d. Ä. geweiht und besteht aus zwei Teilen – einem älteren dreischiffigen Langhaus ohne Seitenkapellen und einem neueren – ebenfalls dreischiffigen – Chor mit Seitenkapellen. Der im Äußeren arg verschachtelt wirkende Bau entpuppt sich im Innern als spätgotische Basilika mit flachschließendem Chor. In der querrechteckigen Apsis befindet sich ein imposanter Altarretabel.[6]
- Auf dem Kirchvorplatz erhebt sich ein Bruchsteingebäude mit zwei wappengeschmückten Portalen; es ist ein städtisches Lagergebäude (pósito), in welchem Getreide und andere haltbare Lebensmittel für Notzeiten oder zur Versorgung der Armen aufbewahrt wurden.
- Die zinnenbekrönte Torre vieja, das älteste Bauwerk der Stadt aus dem 15. Jahrhundert, könnte als Wachturm oder als Gefängnis gedient haben.

Umgebung
- Etwa 10 km westlich befindet sich die Ruine einer ehemals dem Santiagoorden gehörenden Burganlage (Santiago de la Torre).

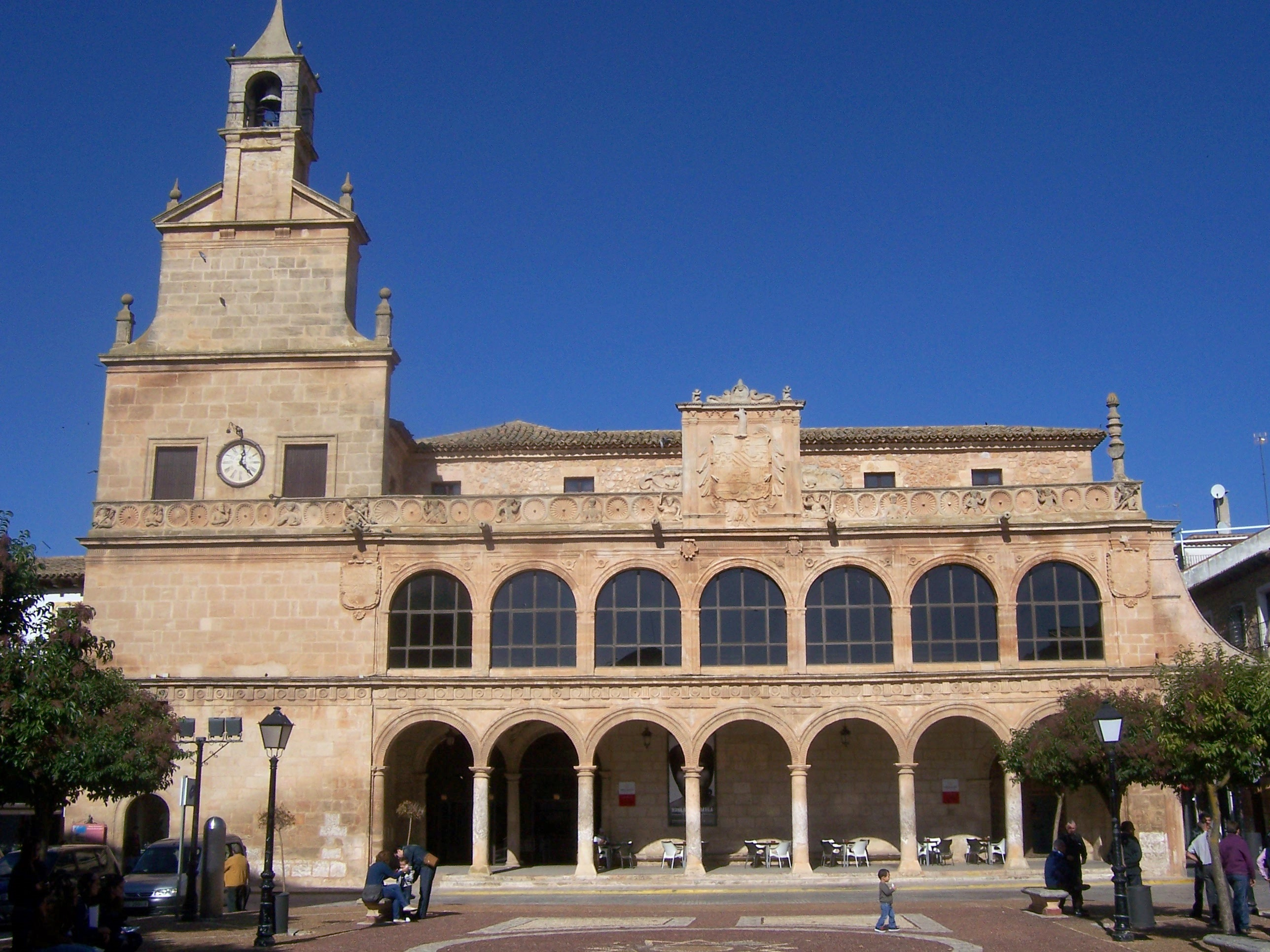
Ehemaliges Rathaus
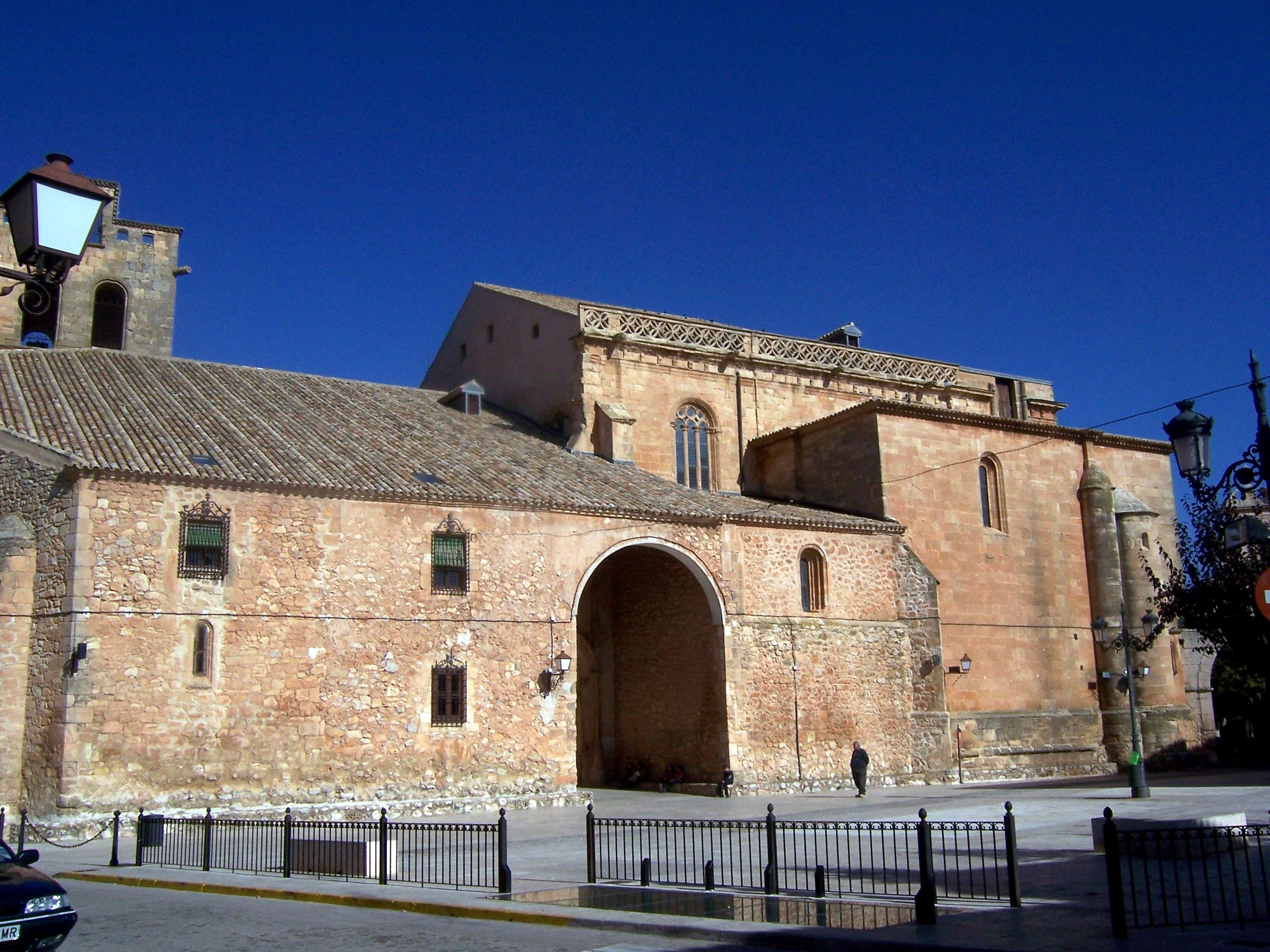
Iglesia de Santiago Apóstol – Außenansicht
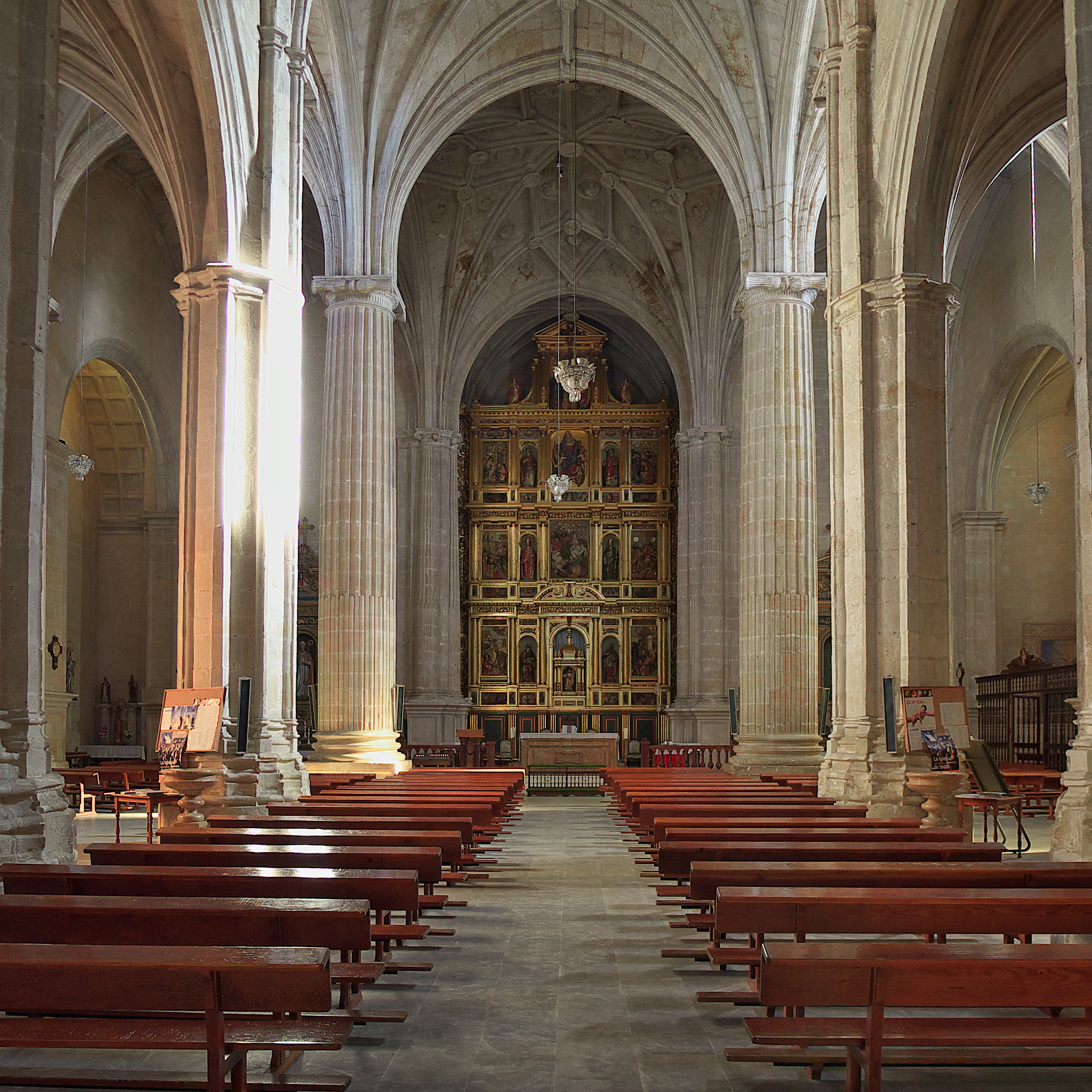
Iglesia de Santiago Apóstol – Chor
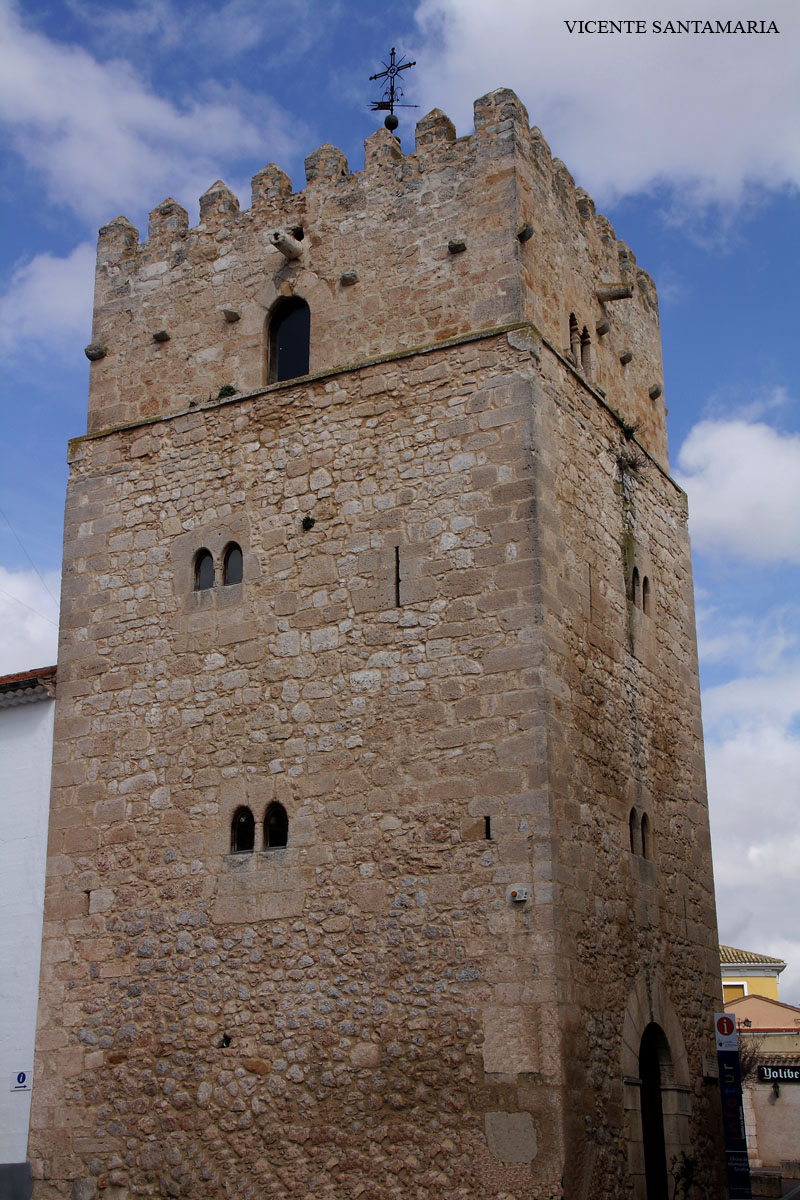
Turm
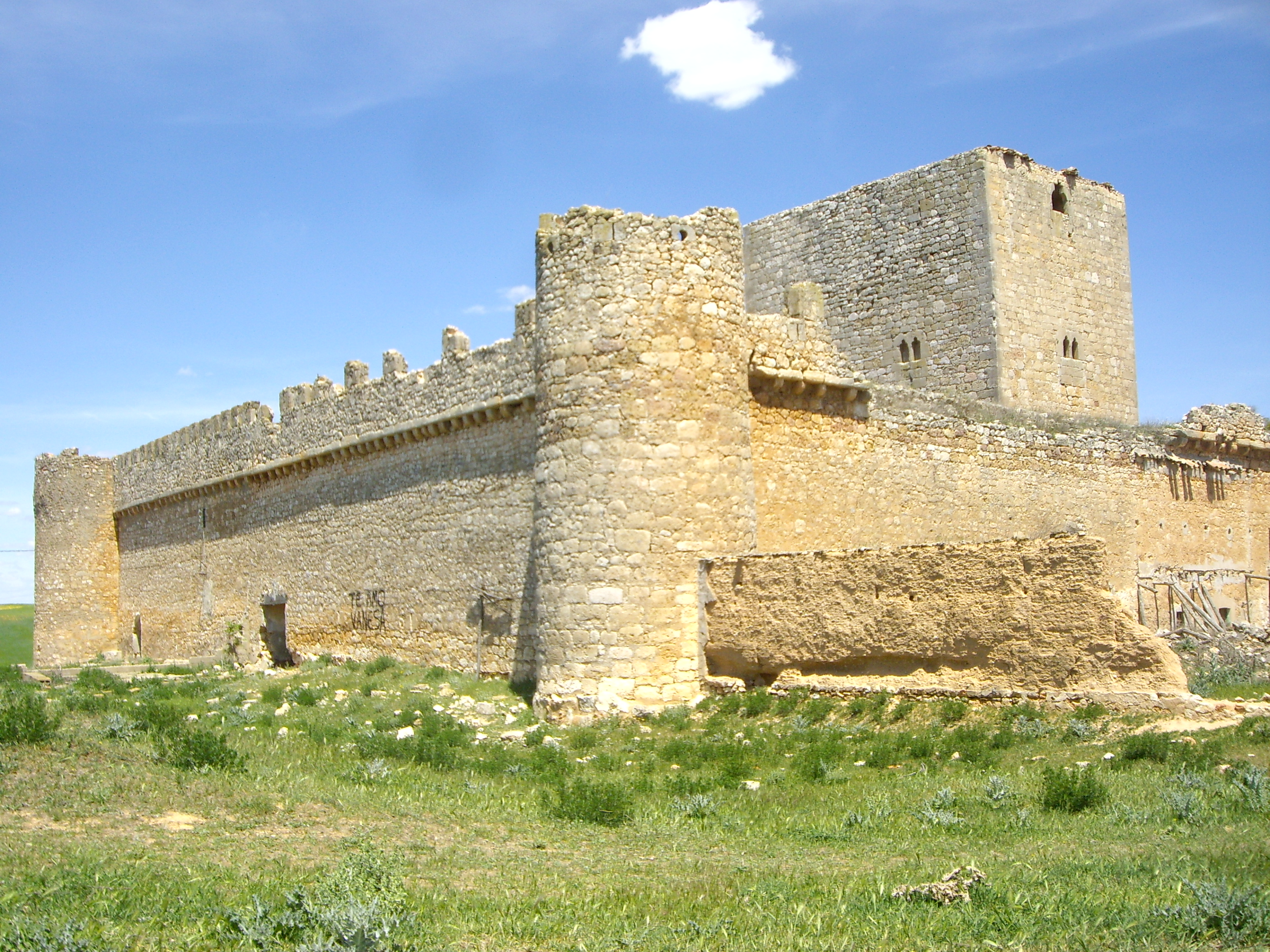
Burg Santiago de la Torre

## Persönlichkeiten
- Constantino Ponce de la Fuente (1502–1559), Theologe, Prediger und Katechet